# 谷口鉄雄
谷口 鉄雄（たにぐち てつお、1909年11月23日 - 1995年3月17日）は、日本の美術史学者。専門は東洋美術。

## 来歴
福岡県八幡市（現在の北九州市八幡西区）に生まれる。旧制福岡高等学校文科を経て、1933年に九州帝国大学法文学部哲学科を卒業。
卒業後は、法文学部の副手に採用され、1935年助手、1948年九州大学文学部講師、1951年助教授を経て、1955年に教授に就任する。1966年 - 1968年に文学部長を務めた。1973年に定年退官し、名誉教授となる。
退官後は、九州産業大学教授に就任。学外では、1973年 - 1978年北九州市立美術館長、1982年 - 1988年石橋美術館（ブリヂストン美術館）長を兼任した。日本学術会議会員であった。

## 著書
- 『日本の石仏』片山摂三写真 朝日新聞社 1958
- 『観世音寺』中央公論美術出版 1964
- 『石仏紀行』片山摂三写真 朝日新聞社 1966
- 『臼杵石仏』中央公論美術出版 1966
- 『東洋美術論考』中央公論美術出版 1973
- 『西日本画壇史 近代美術への道』西日本文化協会 1981
- 『美術史論の断章』中央公論美術出版 1983
- 『東洋美術研究』中央公論美術出版 1994

### 翻訳
- 「歴代名画記」-『中国古典文学大系54　文学芸術論集』 岡村繁共訳注、平凡社、1974、復刊1994。現代語訳を収録
- 張彦遠『校本歴代名画記』編 中央公論美術出版 1981
- 『蘭亭序論争訳注』佐々木猛共編訳 中央公論美術出版 1993